# Autograph
Az Autograph amerikai glam metal együttes. 1983-ban alakultak a kaliforniai Pasadenában. Első albumuk 1984-ben jelent meg. Az Autograph "Turn Up the Radio" című száma megjelent a 2002-es Grand Theft Auto: Vice City videójátékban. Az "All I'm Gonna Take" című daluk pedig a 2006-os Grand Theft Auto: Vice City Stories játékban tűnt fel. Az együttes kétszer feloszlott már az idők során: először 1983-tól 1989-ig játszottak, majd 2002-től 2005-ig. 2013-ban újból összeálltak, és a mai napig működnek.
Steven Isham 2008-ban elhunyt. Korábbi dobosuk, Keni Richards 2017-ben hunyt el, 60 éves korában.
Az alapító basszusgitáros, Randy Rand 2022 áprilisában hunyt el.

## Diszkográfia
Stúdióalbumok
- Sign In Please (1984)
- That's the Stuff (1986)
- Loud and Clear (1987)
- Missing Pieces (1987)
- Buzz (2003)
- More Missing Pieces (2003)
- The Anthology (2011)
- Louder (2016)
- Get Off Your Ass (2017)